# Ritu Beri
Ritu Beri (Nueva Delhi, 3 de mayo de 1972) es una diseñadora de moda india con reconocimiento internacional. Lanzó su propia marca en la India en diciembre de 1990.
Fue la primera diseñadora asiática en liderar una marca de moda francesa, Jean-Louis Scherrer, en marzo de 2002. Recientemente fundó The Luxury League, una organización sin ánimo de lucro para promover la creatividad y la innovación en la industria de la moda en India.
Ritu Beri fue recientemente nombrada asesora de la comisión de industrias Khadi & Village (KVIC), parte del ministerio de micro, pequeña y mediana empresa del Gobierno de la India. También está asociada con la USTTAD (actualización de habilidades y entrenamiento en artes tradicionales para el desarrollo) ideada por el Ministerio de Minorías en 2015.
Entre sus notables clientes internacionales se encuentran Bill Clinton, Carlos de Gales, Nicole Kidman, Andie MacDowell, Laetitia Casta, Elizabeth Jagger y Jerry Hall. Clientes comunes suyos en India incluyen a Madhuri Dixit, Rani Mukerji, Preity Zinta, Vidya Balan, Sushmita Sen, Shobhaa De, Dia Mirza, Akshay Kumar, AR Rahman, Rekha, Hema Malini, Hon'ble Minister Smt Sushma Swaraj, Shazia Ilmi, Meenakshi Lekhi, Najma Heptullah y Parmeshwar Godrej.
Ritu vende sus creaciones a través de tiendas de moda en Francia y una boutique en Nueva Delhi.